# Charles Antoine Chasset
Charles Antoine Chasset, né à Villefranche-sur-Saône le 25 mai 1745 et mort à Tournus le 10 septembre 1824, est un homme de loi et homme politique français.
Député de la Convention nationale, du Conseil des Cinq-Cents puis membre du Conseil des Anciens et du Sénat conservateur.

## Biographie

### États générauxetAssemblée constituante
Chasset est, avant la Révolution française, avocat et maire de sa ville natale, Villefranche-de-Beaujolais.
Il est élu, le 21 mars 1789, député du tiers aux États généraux par la sénéchaussée du Beaujolais, et prend place dans la majorité.
Il se prononce en faveur du vote par tête et de la réunion des ordres. Après avoir prêté le serment du Jeu de Paume, il accompagne Louis XVI à l'Hôtel-de-Ville.
Il vote la suppression des dîmes du clergé, parle sur l'application des arrêtés du 4 août et sur la réponse faite à ces arrêtés par le roi, demande que le taux d'intérêt de l'argent ne soit fixé que par le cours des effets publics, et est choisi pour secrétaire, puis pour président par l'Assemblée constituante.
Le 29 juillet, il accuse le cardinal de Rohan d'avoir provoqué des troubles en Alsace, propose de le mander à la barre pour y rendre compte de sa conduite, et fait décréter des poursuites contre les perturbateurs de cette province.
Il rend compte des travaux du comité féodal, fait un rapport détaillé sur la suppression des dîmes, les frais du culte et l'entretien de ces ministres, et déclare, au nom du comité, l'intention de donner aux curés de campagne des revenus territoriaux. Les matières ecclésiastiques sont de sa part l'objet d'une attention constante ; il monte fréquemment à la tribune, et fait adopter un très grand nombre de dispositions relatives au traitement des évêques et autres membres du clergé. Il est encore l'auteur de divers rapports et comptes rendus : sur l'opposition du clergé d'Alsace à la vente des biens nationaux, sur les établissements d'étude et d'enseignement formés par des étrangers, sur les événements arrivés à Amiens à l'occasion du serment des prêtres. Partisan de la Constitution civile du clergé, il obtient le remplacement de plusieurs ecclésiastiques, fait régler la durée des baux consentis par les corps et communautés, et astreindre les prédicateurs à la loi du serment.
Choisi pour l'un des commissaires chargés de recevoir le serment des troupes, il rend compte de sa mission dans les départements du Rhin.
À l'expiration de son mandat, il devient juge au tribunal de cassation pour le département de Rhône-et-Loire.

### Convention nationale
Élu, le 4 septembre 1792, membre de la Convention nationale, le 1er sur 15, par le département de Rhône-et-Loire, Chasset siège parmi les modérés, demande le rappel à l'ordre de Billaud-Varennes qui se prononce pour la suppression des tribunaux, s'oppose au choix illimité des juges parmi tous les citoyens, et, dans le procès du roi, au 2e appel nominal, se prononce contre l'appel au peuple :
« Je crois, dit-il, que la Convention nationale n'a retenu ce jugement que pour exercer des fonctions politiques et non judiciaires ; sous ce point de vue il ne peut pas y avoir d'appel au peuple ; comme représentants du peuple, comme politiques, nous avons été envoyés avec des pouvoirs illimités ; je dis non. »
 Au 3e appel nominal, il repousse la peine de mort. 
« Il ne m'est pas permis de voter pour la mort. Ce n'est pas seulement une peine à infliger ; il s'agit de faire entièrement disparaître la royauté. Louis n'inspire plus aucun sentiment à craindre, tandis que son fils recevrait par sa mort, et inspirerait le plus grand intérêt. Je vote pour la détention jusqu'à la paix. »
 Ami des Girondins, il lutte contre la Montagne, demande l'arrestation des pétitionnaires du faubourg Saint-Antoine, fait supprimer le tribunal révolutionnaire de Lyon, et défendre aux armées révolutionnaires d'agir sans réquisition des corps administratifs.

À la séance du 11 juillet 1793, Chasset est dénoncé par Couthon comme le principal complice de Birotteau et des insurgés de Lyon : 
« Chasset, député du département de Rhône-et-Loire, vient, dit-il, d'arriver à Lyon pour y souffler le feu de la guerre civile. »
 Le comité de salut public proposait en conséquence l'arrestation de ce représentant. Il est déclaré traître à la patrie, et la confiscation de ses biens soit prononcée. Mais la réaction du 9 thermidor le sauve : il est rappelé à la Convention avant la fin de la législature.

### Conseil des Cinq-Cents et Conseil des Anciens
Puis, il entre au Conseil des Cinq-Cents, le 22 vendémiaire an IV, avec 108 voix comme député de Rhône-et-Loire, est nommé président de cette assemblée, présente un long projet sur les délits de presse, fait ordonner l'impression d'un message au Directoire concernant les écrivains qui favorisent les conspirations, et prend part à plusieurs débats importants.
Passé, le 21 germinal an VI au Conseil des Anciens, il combat une résolution concernant les créanciers, les coobligés, et les copartageants des émigrés, fait des rapports sur les domaines engagés, sur les rentes viagères et usufruits constitués au profit d'émigrés et de prêtres déportés, s'élève contre le rejet d'une résolution relative aux biens regardés comme nationaux, s'oppose à l'adoption de celle qui concerne les inscriptions hypothécaires, etc.

### Sénat conservateur

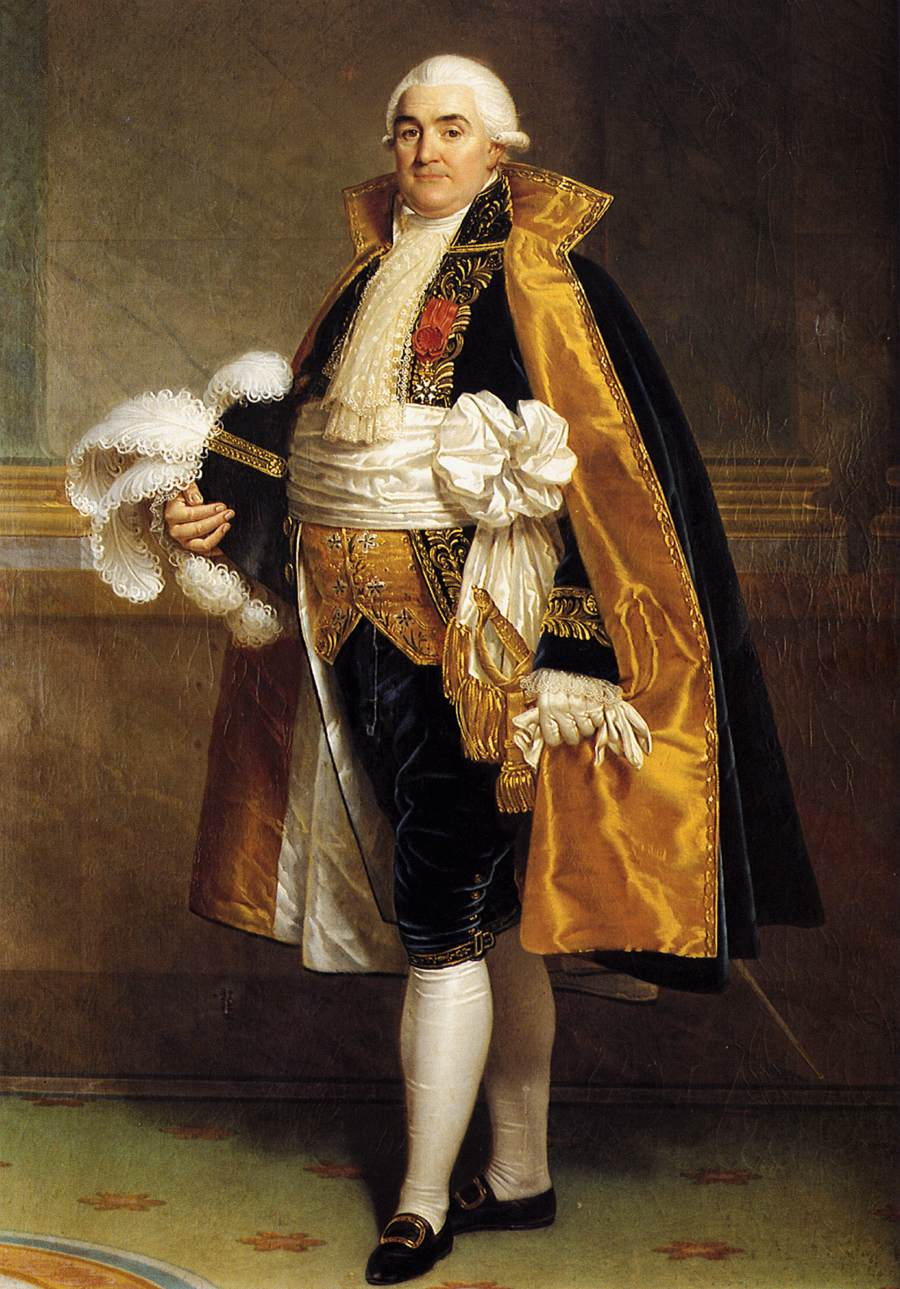
Portrait du comte Charles Antoine Chasset, Albert Grégorius, 1813, Musée Groeninge de Bruges.

Rallié à Bonaparte, il se montre favorable au coup d'État du 18 brumaire, et fit partie (4 nivôse an VIII) du Sénat conservateur, où il siège jusqu'à la fin de l'Empire.
Il est nommé, le 9 vendémiaire an XII, membre de la Légion d'honneur, et, le 25 prairial de la même année, commandant de cet ordre. Puis il exerce les fonctions de chef de division au ministère de l'Intérieur, et reçoit, le 26 avril 1808, le titre de comte de l'Empire.
Le 2 décembre 1813, le comte Chasset est envoyé extraordinaire à Metz, et, pendant les Cent-Jours, commissaire extraordinaire dans la 22e division militaire.
Frappé à tort par la loi du 12 janvier 1816 qui condamne à l'exil les régicides ayant soutenu les Cent-Jours, il réclame, et obtient de pouvoir rentrer en France, où il vit désormais dans la retraite.

## Titres
- Comte Chasset et de l'Empire (lettres patentes du 26 avril 1808, Bayonne[3]) ;

## Distinctions
- Légion d'honneur[4] :
  - Légionnaire (9 vendémiaire an XII : 2 octobre 1803), puis,
  - Commandant de la Légion d'honneur (25 prairial an XII : 14 juin 1804).

## Armoiries
| Figure | Blasonnement |
|        | Armes du comte Chasset et de l'Empire De gueules, à la fasce échiquetée d'or et de sable, au franc-quartier de comte-sénateur. - Livrées : brun, jaune, bleu, rouge et blanc. |